# Narchyang
Narchyang – gaun wikas samiti w zachodniej części Nepalu w strefie Dhawalagiri w dystrykcie Myagdi. Według nepalskiego spisu powszechnego z 2001 roku liczył on 466 gospodarstw domowych i 1896 mieszkańców (1023 kobiet i 873 mężczyzn).